# Église Saints-Jean-et-Étienne-aux-Minimes
Pour les articles homonymes, voir Église des Minimes.
 (décembre 2022).
Si vous disposez d'ouvrages ou d'articles de référence ou si vous connaissez des sites web de qualité traitant du thème abordé ici, merci de compléter l'article en donnant les références utiles à sa vérifiabilité et en les liant à la section « Notes et références ».
L'église Saints-Jean-et-Étienne-aux-Minimes (en néerlandais : Sint-Jans en Sint-Stevenskerk der Miniemen), ou simplement l'église des Minimes (en néerlandais : Miniemenkerk), située au 62 rue des Minimes, dans la partie haute du centre historique de la ville de Bruxelles (Belgique), est un édifice religieux catholique datant du début de la période néo-classique (XVIIIe siècle). C'est l'église paroissiale du quartier populaire des Marolles. Depuis 2020, le culte y est célébré selon la forme catholique extraordinaire (en latin).

## Les Minimes
En 1616 un premier groupe de Frères minimes arrive à Bruxelles. Fondé par François de Paule en Italie (et approuvé en 1474), l’ordre des Minimes [OM] est de spiritualité franciscaine mais se caractérise par un style de vie très austère et dépouillé, un jeûne permanent et un service apostolique auprès des exclus de la société. Ils se font appeler les tout petits (Minimes). Ils occupent d’abord la maison où vécut André Vésale. Par l'attention qu’ils apportent aux marginaux, bandits, prisonniers, enfants de prostituées et autres, ils acquièrent l’estime de la population. Ils construisent un couvent et, à son côté, une église. Expulsés une première fois par la loi de Joseph II (1787), les Minimes réintègrent leurs couvent et église quelques années plus tard. Ce sera bref : en 1796, ils sont définitivement chassés par les révolutionnaires français. Les Religieux minimes ne reviendront plus à Bruxelles.

## Église des Saints-Jean-et-Étienne
Une première église des Minimes fut construite en 1624. À côté, on construisit simultanément sur l'emplacement d'une maison de débauche une chapelle sur le modèle de la ‘Maison de Lorette de la Vierge’. À la fin du siècle elle s’avère trop petite, et avec le soutien du gouverneur général des Pays-Bas, Maximilien-Emmanuel de Bavière, un nouveau projet est mis en chantier. Les travaux durent quinze ans : 1700-1715. La nouvelle église, de plan basilical, possède un style architectural de transition : c’est la fin du baroque brabançon et le début du classicisme. L’édifice, avec un clocher de dimension modeste à droite d’une façade qui a gardé des attributs baroques, n’a pas encore le grandiose et la froideur solennelle des grandes églises néo-classiques du XVIIIe siècle. Cette simplicité était probablement voulue par les Minimes eux-mêmes.
Durant les temps troubles du pouvoir révolutionnaire français, l’église fut fermée en 1796. Rendue temporairement au culte catholique en 1806, elle fut à nouveau fermée en 1811, lorsqu'on envisagea d'y établir la manufacture impériale des tabacs. Sur les instances des habitants du quartier, elle devint ensuite paroisse du quartier des Marolles pour être fermée par le pouvoir néerlandais. Des demandes réitérées faites par la population restant sans réponse, les habitants des Marolles occupent leur église. Le conflit trouva son issue dans la révolution belge (1830) et la liberté rendue au culte catholique. Il semble que le fait que l’église ait été littéralement entre les mains des paroissiens au moment des lois régissant les relations entre église et état dans la nouvelle Belgique lui donne un statut particulier: elle serait la seule église paroissiale appartenant aux paroissiens eux-mêmes.
Des travaux de restauration, dirigés par Tilman-François Suys et Pierre Victor Jamaer sont réalisés à la fin du XIXe siècle. Le couvent et cloître des Minimes sont démolis en 1920 pour faire place à la construction de l'Athénée Robert Catteau en style Art déco par l'architecte François Malfait.
Le dimanche 10 décembre 2017, l'église fut consacrée au Cœur Immaculé de Marie lors d'une grande célébration de la communauté du rite ordinaire de la paroisse.
Chaque année la Statue de Notre-Dame de Lorette (Sainte Patronne des aviateurs et voyageurs de l'air) est mise en valeur à l'occasion de la Fête de l'Assomption. Le 15 août 2019, la communauté du rite ordinaire célèbre Notre-Dame de Lorette, à cette occasion la statue fût bénie sur le parvis de l'église et portée en procession dans l'église.
La dernière messe de la communauté du rite ordinaire présente depuis plus de 50 ans, a été célébrée le dimanche 30 août 2020.
Depuis le 6 septembre 2020, le culte est uniquement confié à la Fraternité sacerdotale Saint-Pierre qui le célèbre en latin avec deux messes dominicales et des messes en semaine[réf. nécessaire].

## Particularités
- Tout au long du linteau intérieur peut se lire en lettres monumentales et en trois langues (latin, grec et hébreu) une citation de Saint-Paul, « À Lui sont les temps et les âges; à Lui la gloire et la puissance », qui date du Jubilé de l'an 2000.
- Une chapelle Notre-Dame de Lorette, souvenir de l’église précédente, se trouve dans le collatéral droit de l’église. Une confrérie ‘Notre-Dame de Lorette’, fondée en 1661, accueille tout personne qui a fait le pèlerinage de Loreto en Italie.
- Les orgues sont les plus anciennes de Bruxelles. Réalisées par Noelmans en 1680 pour l’église Saint-Jean-Baptiste-au-Béguinage à Bruxelles, elles furent vendues au collège de la Trinité à Louvain en 1770 et acquises par Saints-Jean-et-Étienne en 1807. Restaurées en 2003, elles sont fort appréciées par les organistes professionnels. De nombreux concerts d’orgue sont organisés dans l'église.

## Personnalité
- Jacques Van der Biest (1929-2016), souvent appelé 'curé des Marolles', fut curé de l'église de 1954 à quelques années avant sa mort.

## Événements
- Le 11 avril 1961, y sont célébrées les funérailles du cinéaste Gaston Schoukens[2].

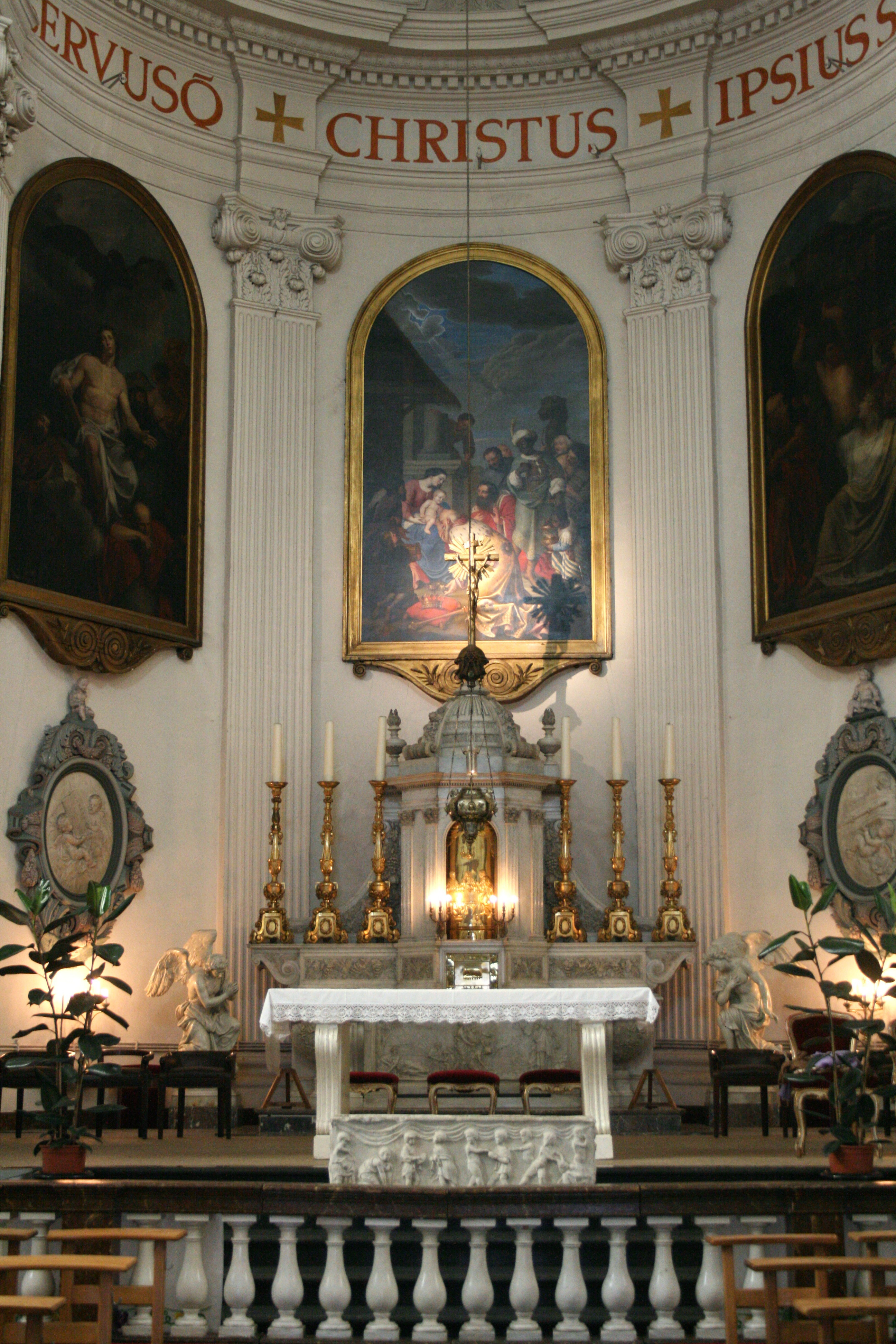
Maître-autel
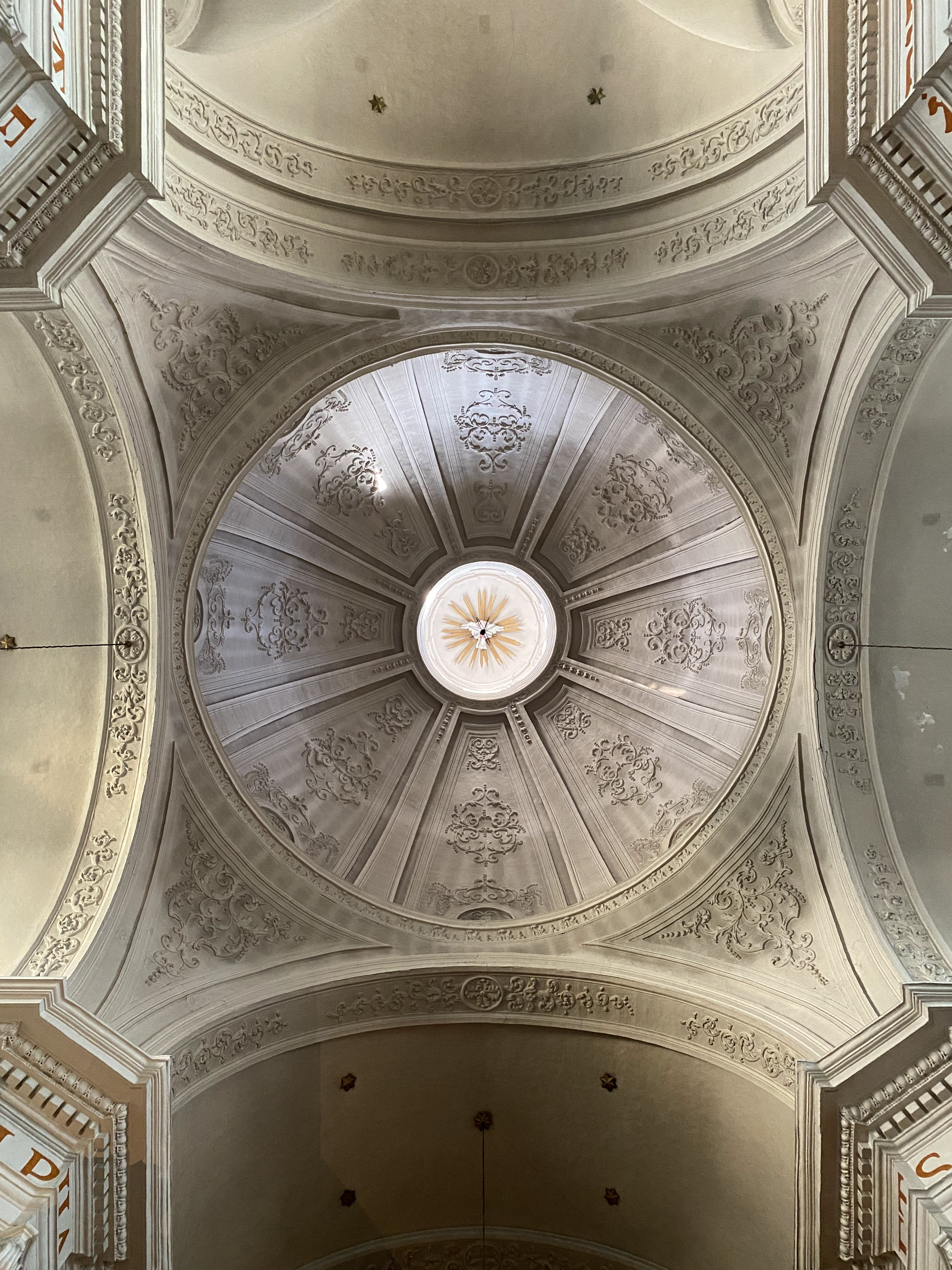
Dôme
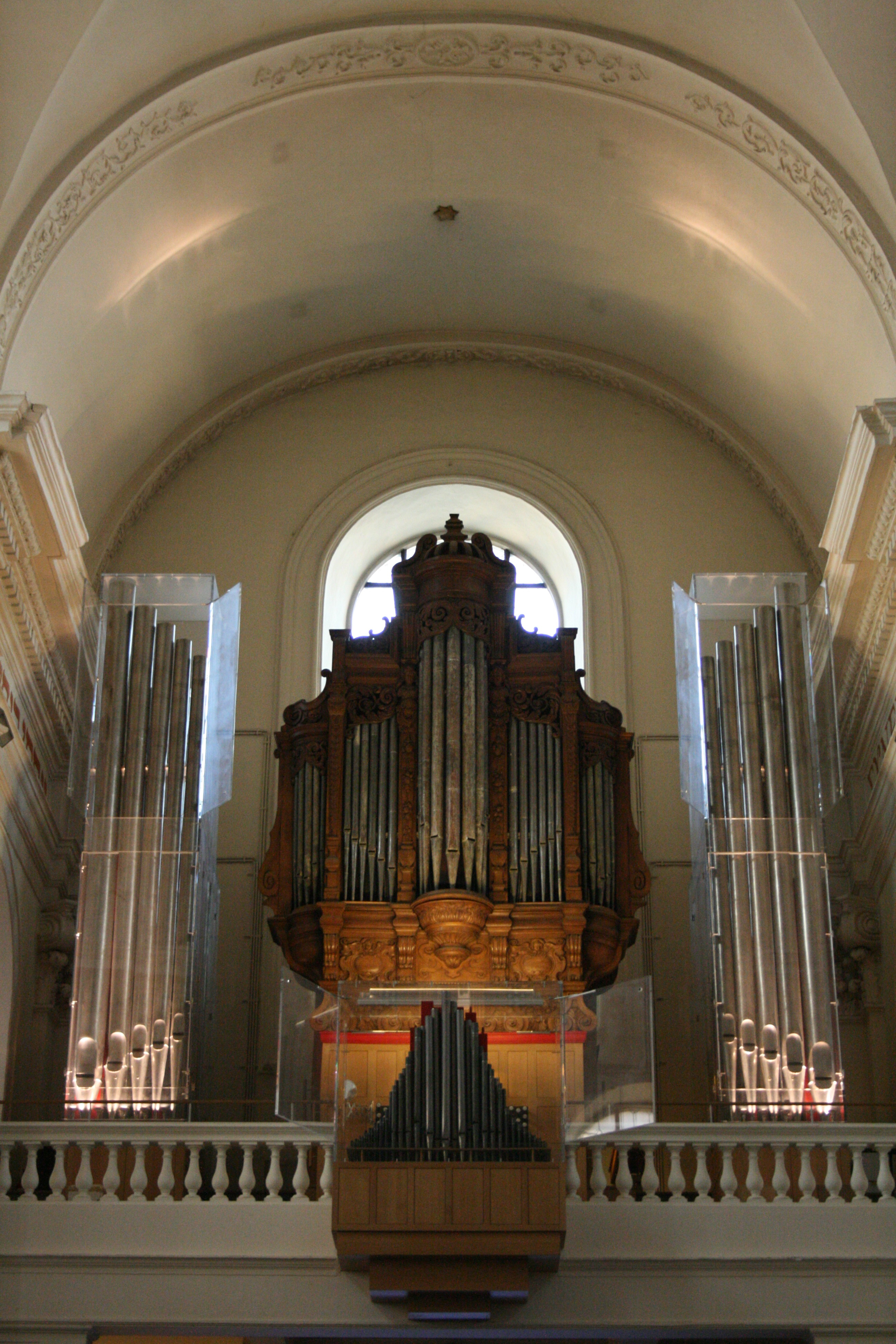
Orgue
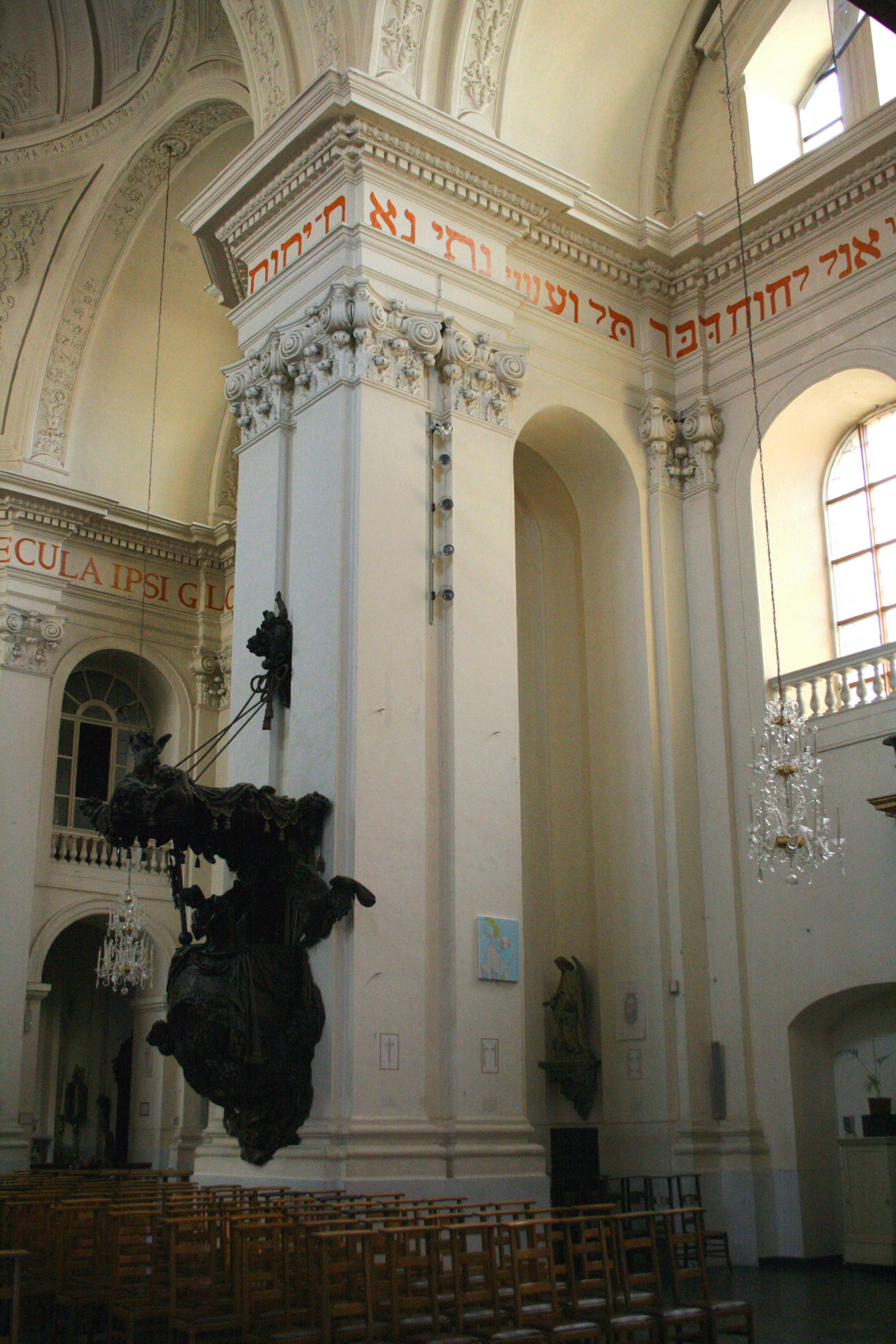
Chaire de vérité et texte hébreu de l'inscription trilingue